# Pero campinaria
Pero campinaria är en fjärilsart som beskrevs av Herrich-Schäffer 1856. Pero campinaria ingår i släktet Pero och familjen mätare. Inga underarter finns listade i Catalogue of Life.